# Olivier Jean-Marie
 (mai 2021).
Si vous disposez d'ouvrages ou d'articles de référence ou si vous connaissez des sites web de qualité traitant du thème abordé ici, merci de compléter l'article en donnant les références utiles à sa vérifiabilité et en les liant à la section « Notes et références ».
Olivier Jean-Marie, né le 19 novembre 1960 à Brunoy et mort le 13 mai 2021 à Rueil-Malmaison, est un animateur, réalisateur et scénariste de films d'animation français.

## Biographie
Il fait ses débuts dans le monde de l'animation dans les années 1980, avant de travailler en tant que réalisateur sur les séries animées Oggy et les Cafards et Les Nouvelles Aventures de Lucky Luke. Il se lance en 2007 dans le long métrage Tous à l'Ouest. En août 2013, il sort son deuxième long métrage, Oggy et les Cafards, le film, adapté de la série éponyme.
Il meurt le 13 mai 2021, à l'âge de 60 ans à cause d’une longue maladie.

## Filmographie

### Réalisateur
- 2001 : Les Nouvelles Aventures de Lucky Luke
- 2005 : Les Zinzins de l'espace (saison 2) co-réalisateur avec Jim Gomez
- 2007 : Tous à l'Ouest
- 2010 : Zig et Sharko
- 2013 : Oggy et les Cafards, le film

### Scénariste
- 2001 : Les Nouvelles Aventures de Lucky Luke avec Yves Coulon, Frank Ekinci, Jean-Luc Fromental et Jean-François Henry
- 2005 : Les Zinzins de l'espace (saison 2) avec Thomas Szabo
- 2007 : Tous à l'Ouest avec Jean-François Henry et Anne Goscinny
- 2010 : Zig et Sharko
- 2010 : Kaeloo (saison 1) avec Yves Coulon, Rémi Chapotot, Jean-François Henry, Jean-Marc Lenglen, Alexandre Reverend, Stéphane Allegret, Christophe Poujol, Valentine Milville, Loïc Nicoloff, Cassandre Horenz, Chloé Glachant et François Ruscak
- 2013 : Oggy et les Cafards, le film
- 2010 et 2013 : Les Dalton
- 2017 : Bienvenue chez les Ronks ! également co-créateur avec Charles Vaucelle
- 2019 : Mr. Magoo également co-créateur avec Hugo Gittard, Charles Vaucelle, Olivier Delabarre et Baptiste Lucas

### Artiste de storyboard
- 1989 : Pif et Hercule
- 1999 2000, 2008 et 2012 : Oggy et les Cafards (saisons 1, 2, 3, et 4)
- 2007 : Blanche-Neige, la suite
- 2007 : Tous à l'Ouest (avec Hugo Gittard et Charles Vaucelle)

### Animateur
- 1985 : Robo Story
- 1993 : Albert le cinquième mousquetaire
- 1995 : Spirou (saison 2)
- 1997 : Les Zinzins de l'espace (saison 1)

### Autres
Il fut responsable des mise en place de l'animation de Docteur Globule.